# Maties Mut Romaguera
Maties Mut Romaguera (Llucmajor, Mallorca, 1639 - Palma, 1724) fou un cronista mallorquí.
Era esparter d'ofici i vivia a la plaça de la Quartera de la ciutat de Mallorca. Maties Mut relatà, en un dietari que titulà Noticiari dels fets memorables de Mallorca, publicat el 1715, tots els successos que tengueren lloc a Mallorca en el període entre 1680 i 1715. Molt partidari de Carles d'Àustria, s'aturà d'escriure el dietari el 16 de juliol de 1715. L'estil del dietari simula que l'autor ha estat present en tots els fets i els pot contar de primera mà.